# NGC 3251
NGC 3251 = IC 2579 ist eine Balken-Spiralgalaxie vom Hubble-Typ SBc im Sternbild Löwe auf der Ekliptik. Sie ist schätzungsweise 225 Millionen Lichtjahre von der Milchstraße entfernt und hat einen Durchmesser von etwa 135.000 Lichtjahren. Gemeinsam mit PGC 213705 bildet sie das gravitativ gebundene Galaxienpaar Holm 195.
Im selben Himmelsareal befindet sich u. a. die Galaxie IC 2583.
Die Typ-Ia-Supernova SN 1999gj wurde hier beobachtet.
Das Objekt wurde am 19. Februar 1862 von Heinrich Louis d’Arrest entdeckt.